# 谷一生
谷 一生（たに かずお、男性、1956年 -）は、日本の小説家。香川県生まれ。関西大学文学部卒業。「井戸のなか」で第1回怪談実話コンテスト佳作。2009年に「住処」で第四回『幽』怪談文学賞短編部門大賞を受賞し、翌年に同作を「富士子」と改題し表題とした短編集『富士子　島の怪談』でデビュー。

## 著作

### 単著
- 富士子　島の怪談（幽ブックス）2010

### 共著
- 怪談実話コンテスト傑作選　黒四（MF文庫ダ・ヴィンチ）2010「井戸のなか」「細い腕」

## 参照元
1. ↑  『富士子　島の怪談』著者プロフィール